# Матыцин, Андрей Александрович
Андрей Александрович Матыцин (латыш. Andrejs Maticins; род. 30 января 1963, Череповец, Вологодская область) — советский и латвийский хоккеист, нападающий. Латвийский тренер.

## Биография
Воспитанник череповецкого хоккея («Металлург»). В первенстве СССР дебютировал в сезоне 1980/81 второй лиги в команде «Латвияс Берзс» Рига. Со следующего сезона — в «Динамо» Рига, за которое в чемпионате СССР провёл 10 сезонов. Играл в Финляндии за «Эссят» (1991—1992), «КооКоо» (1992—1993), в Швеции за «Люкселе» (1994—1996, 2002—2003), «Тингсрюд» (1996—1999), «Нючёпинг» (1999—2002, 2003). В Латвии выступал за «Металлург» Лиепая (2003—2004), «Вилки» (2004—2006).
Чемпион мира среди молодёжных команд 1983 года. Серебряный призёр чемпионата СССР (1987/88).
В 1992—2002 годах играл за сборную Латвии.
Главный тренер клуба чемпионата Латвии «Рига 2000» (2004—2005), молодёжной сборной Латвии (2007—2010), «Озолниеки/Монаркс»-юн. (2009—2010, высшая лига Латвии), клуба чемпионата Литвы «Цетра» Рига (2011—2012).
Тренер в клубах «Алмаз» (2012—2013, 2014), «Северсталь» (2013—2014), Адмирал (2014—2015), «Донбасс» (2017), «Чэнтоу» (2017—2018), «Ермак» (2018—2019), МХК «Металлург» Череповец (2019—2020).
Сын Вадим (род. 1987) играл за клубы низших дивизионов Швеции.